# Ellis Hall
Ellis Hall Jr., simplement appelé Ellis Hall, est un auteur-compositeur-interprète et multi-instrumentiste américain, né le 10 mai 1951 à Savannah en Géorgie.

## Biographie
Ellis Hall est aveugle depuis l'âge de 18 ans. Citant Ray Charles comme source d'inspiration, Ellis Hall écrit plus de 4000 chansons soul, gospel, blues et pop et joue avec des artistes comme Stevie Wonder, James Taylor, Natalie Cole, Patti LaBelle, Toby Keith, Herbie Hancock, George Benson.
Il a aussi participé à plusieurs bandes originales de films, comme Arrête-moi si tu peux, Highlander, le retour, Bruce tout-puissant, Big Mamma, ou encore les films d'animation Shrek 2, Chicken Run et Le Roi lion 2.

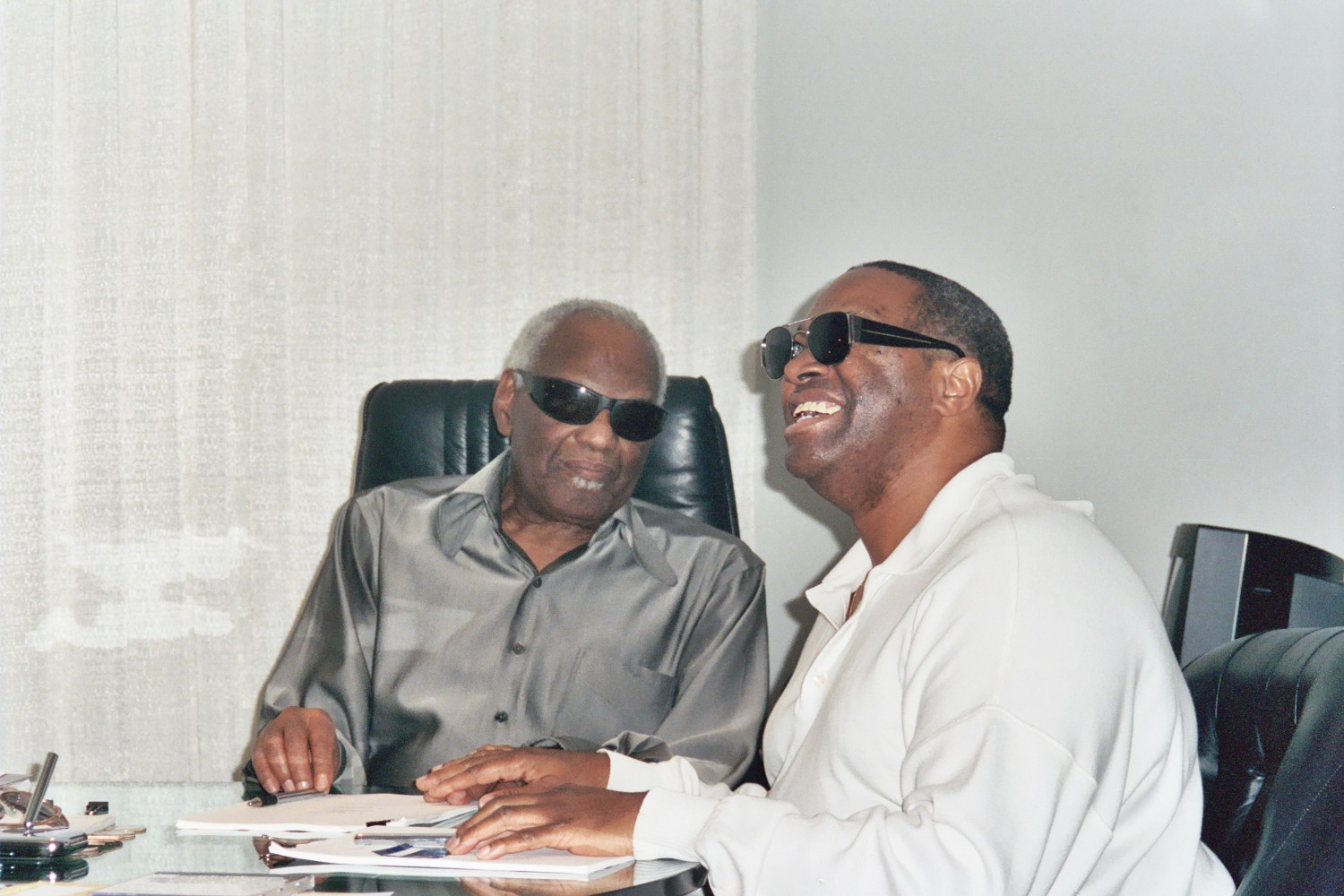
Ray Charles et Ellis Hall